# 聖瑪麗 (肯塔基州)
聖瑪麗（英語：St. Mary）是一個位於美國肯塔基州馬里昂縣的城市。

## 地方資料
根據2020年美國人口普查的數據，聖瑪麗的面積為2.03平方千米，當中陸地面積為2.02平方千米，而水域面積為0.01平方千米。當地共有人口155人，而人口密度為每平方千米76.35人。